# Full Faith and Credit Clause
La Full Faith and Credit Clause est le nom généralement donné à la section 1 de l'article IV de la Constitution des États-Unis d'Amérique. 
Elle traite du devoir que les États composant les États-Unis ont de respecter « les actes publics, les registres et les procédures judiciaires de chacun des autres États ». Selon la Cour suprême des États-Unis, il existe une différence entre le crédit accordé aux lois (c'est-à-dire les décisions législatives ainsi que la common law) et celui dû aux jugements. Les jugements se voient généralement reconnaître un respect plus grand que les lois, dans les autres États. 